# Fréquence optimal de travaille
Fréquence optimal de travaille (FOT), bästa arbetsfrekvens, är ett uttryck som förekommer i radioprognoser. FOT ligger definitionsmässigt 10 procent under Maximum Usable Frequency (MUF) högsta användbara frekvens. Val av trafikfrekvens vid FOT anses konventionellt ge 90 % sannolikhet för att en radiovåg vid en given tidpunkt ska kunna nå fram från en specificerad ort till en annan specificerad ort.
FOT påverkas ej av använd sändareffekt, men kan begränsas i tiden av Lowest Usable Frequency (LUF), lägsta användbara frekvens, som är beroende av utsänd effekt.
FOT är oberoende av trafikslag (telegrafi, telefoni, data etc) medan LUF är direkt beroende av trafikslag och modulationsmetod (amplitudmodulering, frekvensmodulering, tonskift, fasskift, frekvensskift etc)
Om för en viss förbindelse LUF är större än FOT blir signalen för svag för att ställda krav på förbindelsekvalitet ska uppnås. LUF kan sänkas genom att sändareffekten ökas vid konstanta antennarrangemang på såväl sändarsidan som mottagarsidan. Samma resultat kan i princip uppnås vid oförändrad sändareffekt, men med förbättrade antennarrangemang, antingen enbart på sändarsidan eller enbart på mottagarsidan, eller helst på bägge sidorna.
FOT ska inte förväxlas med Optimum Working Frequency (OWF), som också kan översättas med bästa arbetsfrekvens men inte är riktigt samma sak, även om FOT och OWF ibland används synonymt. I generella FOT-resonemang tänker man sig ha obegränsade resurser för att vid behov sänka LUF. Vid en OWF-prognos utgår man från vad som gäller för en viss stations befintliga utrustning.
Termen OWF får numera anses föråldrad. Varför man använder franska språket i FOT och engelska i det närliggande begreppet OWF är idag oklart, men har möjligen någon historisk förklaring.